# Scribneria bolanderi
Scribneria es un género monotípico de plantas herbáceas perteneciente a la familia de las poáceas. Su única especie: Scribneria bolanderi (Thurb.) Hack., es originaria del oeste de Estados Unidos.
Es el único miembro de la subtribu Scribneriinae.

## Descripción
Es una planta anual cespitosa con tallos de 7-30 cm de alto; herbácea. Entrenudos de culmos huecos con hojas basales no agregadas; no auriculadas. Las láminas de las hojas son lineales; estrechas; de aproximadamente 0,8 a 1,6 mm de ancho, casi filiformes; enrolladas; sin venación; persistente. Lígula una membrana no truncada (acuminada, convirtiéndose en lacerada); de 1.5-4 mm de largo. Contra-lígula ausente. Plantas bisexuales, con espiguillas bisexuales; con flores hermafroditas. Inflorescencia una sola espiga (delgada), o un solo racimo (con pedúnculos cortos), o paniculada (rara vez, con dos espigas por nodo, en diferentes pedicelos o en un único pedúnculo ramificado). Raquis ahuecados. 

## Taxonomía
Scribneria bolanderi fue descrita por (Thurb.) Hack. y publicado en Botanical Gazette 11(5): 105. 1886.
Etimología
El nombre del género fue otorgado en honor de Frank Lamson Scribner, botánico y fitopatólogo estadounidense.
Sinonimia
- Lepturus bolanderi Thurb.[4]